# Selene brevoortii
la lamparosa (Selene brevoortii) es una especie de peces de la familia Carangidae en el orden de los Perciformes.

## Morfología
• Los machos pueden llegar alcanzar los 38 cm de longitud total.

## Distribución geográfica
Se encuentra desde el sur de la Baja California (México) hasta Ecuador.